# 김흥래
김흥래(金興來, 1941년 12월 5일 ~ 2012년 7월 9일)는 대한민국의 공무원이다.

## 학력
- 목포해양고등학교 졸업
- 단국대학교 법학과 학사[1]
- 서울대학교 대학원 법학 석사
- 단국대학교 대학원 법학박사

## 경력
- 9급공무원 시험 합격
- 1971년 : 제10회 행정고등고시 합격
- 1982년 ~ 1983년 : 전라남도 완도군수
- 1985년 ~ 1986년 : 전라남도 나주군수
- 1986년 ~ 1987년 : 광주직할시청 기획관리실장
- 1991년 ~ 1992년 : 전라남도 목포시장
- 1993년 ~ 1993년 : 내무부 국장
- 1997년 ~ 1998년 : 내무부 기획관리실장
- 1998년 ~ 1999년 : 행정자치부 차관보
- 1999년 ~ 2000년 : 행정자치부 차관